# ماریا سانچز لورنزو
 ماریا سانچز لورنزو (اسپانیایی: María Sánchez Lorenzo‎؛ زاده ۷ نوامبر ۱۹۷۷) یک تنیس‌باز اهل اسپانیا است.